# شارليس بيكيل
شارليس بيكيل (15 مايو 1997 بسويسرا - ) هو لاعب كرة قدم سويسري في مركز الدفاع. شارك مع منتخب سويسرا تحت 19 سنة لكرة القدم. أما مع النوادي، فقد لعب مع نادي بازل.

## روابط خارجية
- شارليس بيكيل على موقع رابطة كرة القدم الفرنسية للمحترفين (الإنجليزية)
- شارليس بيكيل على موقع قاعدة بيانات كرة القدم.إي يو (الإنجليزية)
- شارليس بيكيل على موقع بيانات كرة القدم. دي إي (الألمانية)
- شارليس بيكيل على موقع ليكيب (الفرنسية)
- شارليس بيكيل على موقع ناشيونال فوتبول تيمز (الإنجليزية)
- شارليس بيكيل على موقع Soccerbase.com (لاعب) (الإنجليزية)
- شارليس بيكيل على موقع Soccerway.com (الإنجليزية)
- شارليس بيكيل على موقع AS.com (الإسبانية)